# Tetragnatha brachychelis
Tetragnatha brachychelis là một loài nhện trong họ Tetragnathidae.
Loài này thuộc chi Tetragnatha. Tetragnatha brachychelis được miêu tả năm 1947 bởi Caporiacco.